# Kantonsrat (Schaffhausen)
Der Kantonsrat Schaffhausen ist das Parlament des Kantons Schaffhausen. Er tagt im Kantonsratssaal im Rathaus von Schaffhausen und ist die gesetzgebende und oberste aufsichtführende Behörde des Kantons. Seine 60 Mitglieder werden, verteilt auf sechs Wahlkreise, nach Proporzverfahren für vier Jahre gewählt, wobei seit 2008 das biproportionale Sitzzuteilungsverfahren nach Pukelsheim zur Anwendung kommt. Der Kantonsrat erlässt alle grundlegenden und wichtigen Bestimmungen in Form von Gesetzen. Er tritt im Jahr in der Regel zu fünfzehn ganz- oder halbtägigen Sitzungen zusammen. Die letzte Gesamterneuerungswahl fand am 22. September 2024 statt.
Seinen heutigen Namen erhielt das Parlament mit der neuen Schaffhauser Kantonsverfassung von 2002. Zuvor hiess es Grosser Rat.

## Aufgaben
Grundsätzliche Vorgaben zum Kantonsrat finden sich in der Schaffhauser Kantonsverfassung in den Artikeln 52 ff.
Die 60 Mitglieder des Kantonsrats werden für eine Dauer von vier Jahren gewählt. Der Rat übt unter Vorbehalt der Volksrechte die oberste Gewalt aus. Er beschliesst Gesetze und führt Aufsicht über die staatlichen Organe des Kantons, also Regierungsrat, Gerichte und sonstige Behörden. Soweit es nicht in die Zuständigkeit des Regierungsrats fällt, genehmigt oder kündigt der Kantonsrat internationale und interkantonale Verträge.
Haushaltsentwürfe und -abschlüsse von Seiten des Regierungsrates werden durch den Kantonsrat genehmigt oder aber verworfen. Über neue einmalige Ausgaben bis 100'000 Franken bzw. neue jährlich wiederkehrende Ausgaben bis 20'000 Franken kann der Regierungsrat eigenmächtig entscheiden. Ausgaben, die darüber hinausgehen, sind vom Kantonsrat zu genehmigen. Bei einmaligen Neuausgaben von über 3 Millionen Franken oder neuen jährlich wiederkehrenden Ausgaben von über 500'000 Franken muss eine Volksabstimmung durchgeführt werden (obligatorisches Finanzreferendum). Gegen Neuausgaben einmaliger Art von mehr als 1 Million Franken oder wiederkehrender Art über 100'000 Franken kann vom Volk ein Referendum erzwungen werden, wenn innerhalb von 90 Tagen nach Veröffentlichung des Beschlusses 1000 Stimmberechtigte eine Volksabstimmung verlangen (fakultatives Finanzreferendum).
Ein Gesetzesbeschluss unterliegt der Volksabstimmung, wenn nicht mindestens 4/5 der anwesenden Mitglieder des Kantonsrates zugestimmt haben (obligatorisches Referendum). Wurde diese Vorgabe jedoch erreicht, ist ein fakultatives Referendum analog dem fakultativen Finanzreferendum möglich.
Artikel 34 der Kantonsverfassung ermächtigt den Kantonsrat jedoch, dringende Gesetzesbeschlüsse sofort in Kraft zu setzen, wenn zwei Drittel der anwesenden Mitglieder dem zustimmen. Unterliegt ein solches Dringlichkeitsgesetz dem obligatorischen Referendum, tritt es nach einem Jahr wieder ausser Kraft, wenn bis dahin keine Zustimmung durchs Volk erfolgt ist.
Nach einer Erneuerungswahl des Kantonsrates findet die Wahl der Büromitglieder während der konstituierenden Sitzung statt. Auf dieser wird auch der Regierungsratspräsident gewählt. 
Gemäss Geschäftsordnung besteht das Büro des Kantonsrates zunächst aus dem Präsidenten und zwei Stellvertretern; sie werden in der Regel im Dezember für das im darauffolgenden Januar beginnende Amtsjahr gewählt und sind für die gleichen Ämter im Folgejahr nicht mehr wählbar. 
Des Weiteren gehören zum Ratsbüro zwei Stimmenzähler und Ersatzstimmenzähler sowie der Ratssekretär. Diese Funktionen werden zu Beginn der Legislaturperiode durch Wahl für eine Dauer von vier Jahren bestimmt und unterliegen keiner Amtszeitbeschränkung. 
Verfassungs- und Gesetzesbestimmungen müssen zweimalig beraten werden, bevor sie beschlossen werden können. Die zweite Beratung kann in der Regel frühestens in der nächsten Sitzung stattfinden; per Zweidrittelmehrheit kann jedoch die sofortige Durchführung der zweiten Beratung beschlossen werden. Ebenso per Zweidrittelmehrheit kann jedoch auch eine dritte Beratung angesetzt werden.
Stimmabgabe erfolgt nicht durch Handheben, sondern durch Aufstehen; es gibt keine elektronische Stimmabgabe wie in anderen Parlamenten. Bei offenkundigem Ergebnis wird auf eine Zählung verzichtet, sofern kein Ratsmitglied eine Zählung verlangt. Bei Schlussabstimmungen jedoch ist die Zählung vorgeschrieben. Bei Stimmengleichheit fällt das Präsidium den Stichentscheid.

## Parteien – Wahlergebnisse seit 1904
Seit der gleichzeitigen Gründung der FDP und der SP im Jahr 1904 lassen sich die Kantonsräte aus den Städten Schaffhausen und Neuhausen einer Partei zuordnen, während in den ländlicheren Gemeinden erst im Jahr 1918 durch die Gründung der Bauernpartei Schaffhausen (BP) die Parteipolitik Einzug hielt.
Die SP Schaffhausen trat 1921 der Kommunistischen Internationale bei und nannte sich fortan Kommunistische Partei, bevor sie sich 1931 gegen den Stalinismus wandte und als Kommunistische Partei-Opposition aus der KPS ausgeschlossen wurde. 1935 schloss sie sich mit der wiedergegründeten SP unter dem Namen Sozialistische Arbeiterpartei (SAP) zusammen und gliederte sich wieder der SP Schweiz an. 1961 übernahm sie auch wieder deren Namen.
Die Bauernpartei (BP) positionierte sich anfangs zwischen SP und FDP in der politischen Mitte und näherte sich insbesondere in den 1930er Jahren der SAP an. 1943 trat sie schliesslich der konservativen BGB Schweiz bei und übernahm 1956 deren Namen. 1972 erfolgte die Umbenennung in die Schweizerische Volkspartei (SVP).
Die Evangelische Volkspartei des Kantons Schaffhausen entstand 1922 aus dem Zusammenschluss der protestantisch-konservativen Liberaldemokratischen Partei mit der «Evangelisch-Sozialen Vereinigung».
1956 wurde das Wahlsystem für den Kantonsrat von Majorz auf Proporz umgestellt.
Ab den 1960er Jahren trat die «Jungliberale Bewegung Schaffhausen», die Jugendorganisation der FDP, auf eigenen Listen zu den Kantonsratswahlen an. Sie löste sich im Verlauf der Zeit immer mehr von der ursprünglichen Mutterpartei. Ab 1988 kandidierte sie auf einer gemeinsamen Liste mit dem «Umweltforum», mit dem sie sich 1990 zur «Ökoliberalen Bewegung Schaffhausen» (ÖBS) zusammenschloss. Die ÖBS hatte ab 1996 Beobachterstatus bei den Grünen Schweiz. 2013 spaltete sich eine Minderheit der ÖBS ab und gründete eine Schaffhauser Sektion der nationalen Grünliberalen Partei. Die Rest-ÖBS wurden dagegen Vollmitglied der schweizerischen Grünen und nahm 2017 auch den Namen «Grüne Partei Schaffhausen» an.
Bei den Wahlen von 1904 bis 2024 erreichten die angetretenen Parteien folgende Sitzzahlen:

## Mitglieder

### Wählbarkeit
Artikel 42 der Kantonsverfassung schreibt vor, dass Mitglieder des Regierungsrats und der Justiz nicht Mitglieder des Kantonsrats sein können. Auch Angehörige der kantonalen Verwaltung, die dem Regierungsrat oder einem seiner Mitglieder direkt unterstellt sind, können nicht im Kantonsrat Einsitz nehmen.

### Anzahl und Verteilung auf die Wahlkreise
Per Dekret vom 24. November 2003 wird der Kanton Schaffhausen in sechs Wahlkreise unterteilt. Die 60 Volksvertreter sind gemäss Volkszählungsergebnis des Jahres 2018 wie folgt verteilt:
| Wahlkreis          | Einwohnerzahl (per 2010) | einbezogene Gemeinden | Anzahl Vertreter |
| ------------------ | ------------------------ | --- | ---------------- |
| Schaffhausen       | 36'617                   | Stadt Schaffhausen | 27               |
| Klettgau           | 17'452                   | Hallau, Beggingen, Beringen, Gächlingen, Guntmadingen, Löhningen, Neunkirch, Oberhallau, Schleitheim, Siblingen, Trasadingen und Wilchingen | 13               |
| Neuhausen          | 10'507                   | Neuhausen am Rheinfall | 8                |
| Reiat              | 10'191                   | Thayngen, Bargen, Büttenhardt, Dörflingen, Lohn, Merishausen, und Stetten                                                                   | 7                |
| Stein              | 5'665                    | Stein am Rhein, Buch, Hemishofen und Ramsen                                                                                                 | 4                |
| Buchberg-Rüdlingen | 1'617                    | Buchberg und Rüdlingen | 1                |

Im Vergleich zum Volkszählungsergebnis aus dem Jahre 2000 ergab sich keine Veränderung bei der Mandateverteilung.

### Vergütung
Entschädigungs- und Sitzungsgeldansprüche sind in der Geschäftsordnung des Kantonsrates festgelegt. Der Betrag eines Sitzungsgeldes wird jedoch per Beschluss während der konstituierenden Sitzung festgelegt, letztmals am 16. Januar 2017, und liegt bei 200 Franken.
Jedes Ratsmitglied hat für die Teilnahme an einer Sitzung Anspruch auf ein Sitzungsgeld. Ratsmitglieder, die weniger als die halbe Sitzungsdauer anwesend waren, erhalten ein halbes Sitzungsgeld. (Die Anwesenheit wird bei allen Sitzungen zweimalig erfasst.) Präsidenten von Kantonsrat und Kommissionen erhalten das doppelte Sitzungsgeld. Ausserdem erhält das Präsidium des Kantonsrats eine einmalige jährliche pauschale Entschädigung für Repräsentationsverpflichtungen. Die Fraktionen erhalten zudem eine Fraktionsentschädigung in Höhe von sechs Sitzungsgeldern pro Mitglied.